# Вівсянка-ремез
Вівсянка-ремез (Emberiza rustica) — птах родини Вівсянкові. Гніздиться в лісах на півночі Євразії. В Україні рідкісний залітний вид.

## Морфологічні ознаки
Маса тіла: близько 18 г, довжина тіла: близько 15 см. Самець у шлюбному вбранні має лоб, тім'я спереду і на боках, вуздечку й щоки чорні; тім'я ззаду, потилицю, «брови», горло і смуги, які знизу окреслюють щоки, білі; шия і воло в нього каштанові; спина і верхні покривні пера крил рудувато-бурі, з темною строкатістю; на покривних перах крила дві світлі смужки, утворені білими верхівками; поперек і надхвістя каштанові; боки тулуба білі, з каштановими поздовжніми смугами; решта низу біла; махові пера бурі, зі світлою облямівкою; хвіст темно-бурий, на крайніх стернових перах біла барва; дзьоб сірий; ноги жовтувато-бурі; в позашлюбному оперенні чорний і каштановий кольори на голові й нижній частині тулуба замінені бурим. У самки в шлюбному оперенні верх голови, крім білуватої смуги на тім'ї й потилиці, темно-бурий; щоки рудувато-бурі; шия і воло руді. У позашлюбному оперенні така, як позашлюбний самець. Молодий птах подібний до дорослого в позашлюбному оперенні.
Від очеретяної вівсянки відрізняється білими тім'ям і потилицею, а також каштановими попереком і надхвістям; до того ж, дорослий самець у шлюбному оперенні від дорослого самця очеретяної вівсянки — білими горлом і «бровами». У позашлюбному оперенні від самки і молодої очеретяної вівсянки — також двома світлими смугами на покривних перах крила, хоча достовірне визначення ускладнене.

## Поширення
Вівсянка-ремез — це перелітний птах. Місця гніздування розташовані в північних широтах. Вона поширена від Скандинавії через північну частину Росії аж до Берингової протоки. Регіони її зимівлі розташовані на півдні Східної Азії. Тут вона зустрічається в Східному Китаї і Японії. Ця вівсянка воліє гніздитися у вологих бореальних хвойних лісах. В Україні рідкісний залітний. Зареєстровано в Криму, на Кінбурні, під Харковом і на Львівщині.[джерело?]

## Середовище існування
Зволожені ліси з відкритими просторами, болота. У позагніздовий період тримається зграйками.

## Звуки
Пісня — короткий мелодійний свист; зрідка подає поклик — різке «чіт» або «ті-ті».

## Розмноження
Гніздиться раз на рік. Гніздо, чашка з стеблинок і моху, викладене тонкою травою і волоссям. Воно знаходиться частіше на землі або ближче до землі в густій рослинності. У кладці від 4 до 5 яєць від білого до зеленувато-синього або навіть від сіро-коричневого до оливкового кольору. Період висиджування триває від 12 до 13 днів. Через від 9 до 10 днів пташенята стають самостійними.

## Живлення
Живиться комахами та насінням.